# María Ramírez Fernández
María Ramírez Fernández (Madrid, 3 de octubre de 1977) es una periodista española.

## Trayectoria
Nacida en 1977 en Madrid, es hija de Pedro J. Ramírez y Rocío Fernández Iglesias . Estudió en la Universidad de Columbia gracias a una beca Fulbright. Trabajó 15 años en El Mundo, medio para el que estuvo destinado como corresponsal en Nueva York. Contrajo matrimonio el 7 de junio de 2012 con el también periodista Eduardo Suárez. Después de su salida de El Mundo en 2014, fue contratada por Univision.
Cofundadora de El Español y de «Politibot». Abandonó El Español en 2016. En 2017 obtuvo una beca Nieman de la Universidad de Harvard. En 2018 es contratada por elDiario.es como directora de Estrategia.
En 2022 publicó el libro El periódico: 25 años de auge y catarsis del periodismo en Internet en la Editorial Debate.